# Arnold Huber

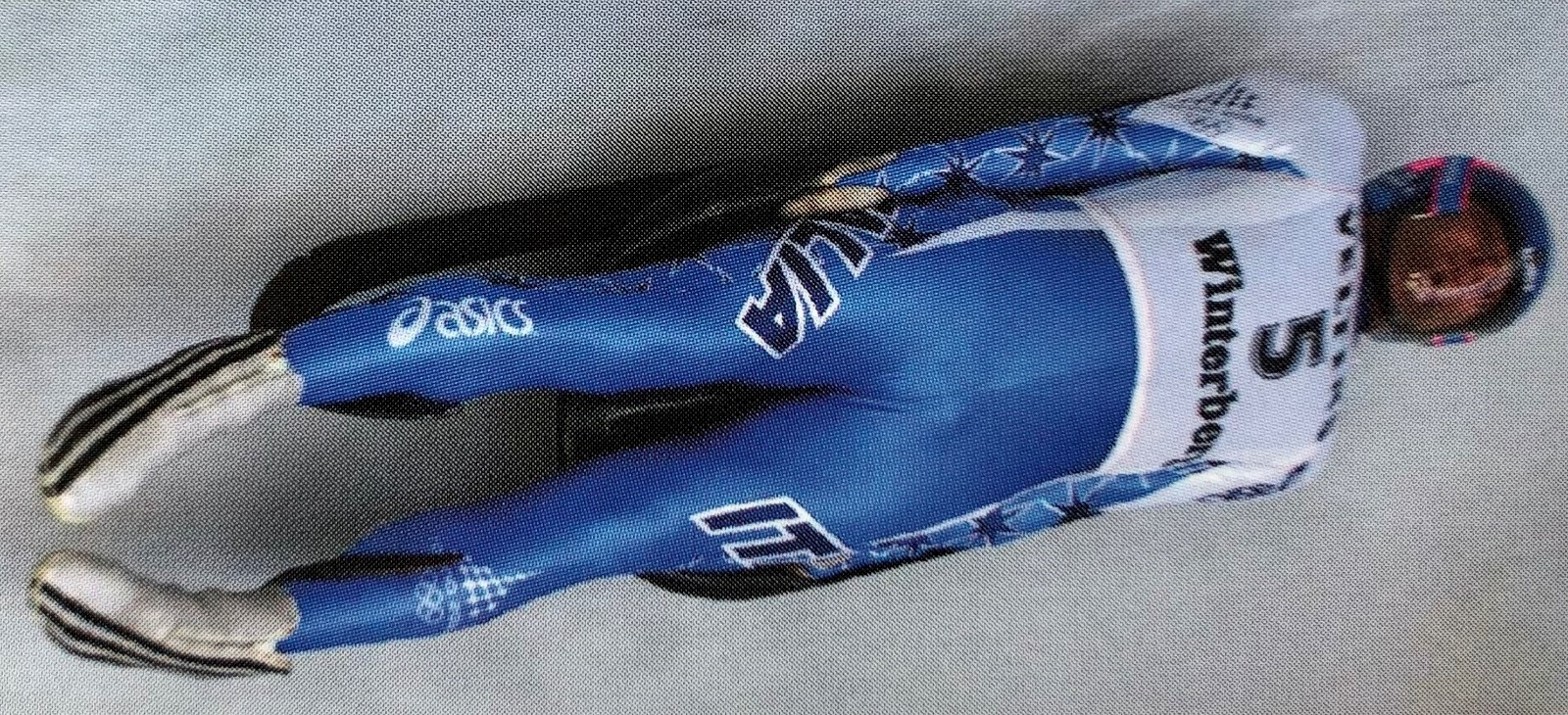
Einsitzer Herren, Kunstbahn

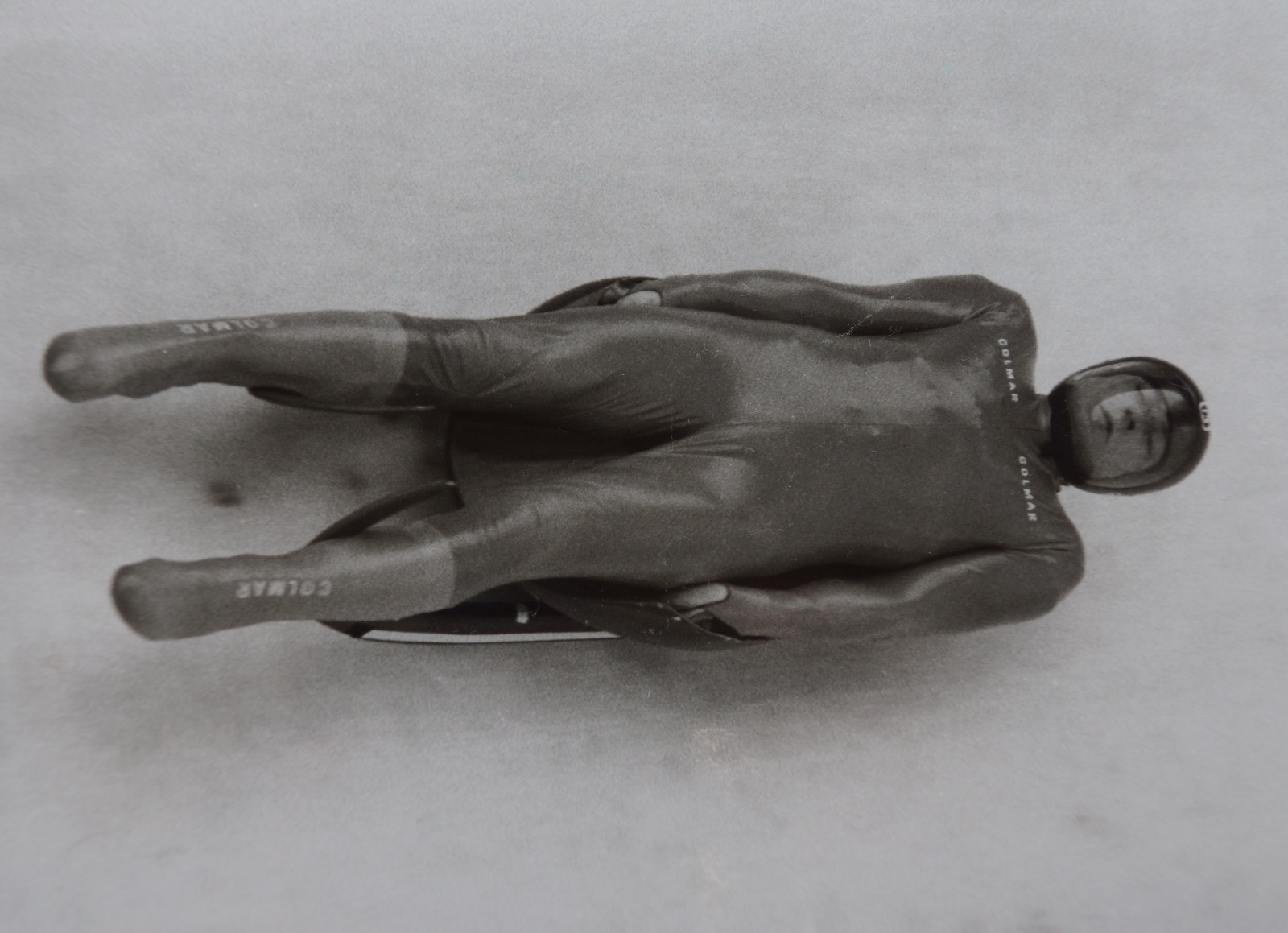
Einsitzer Herren, Kunstbahn

Arnold Huber (* 11. September 1967 in Bruneck) ist ein ehemaliger Rennrodler und Bobfahrer aus Italien. Er gehört zur Rodler- und Bobfamilie Huber aus Südtirol.

## Leben

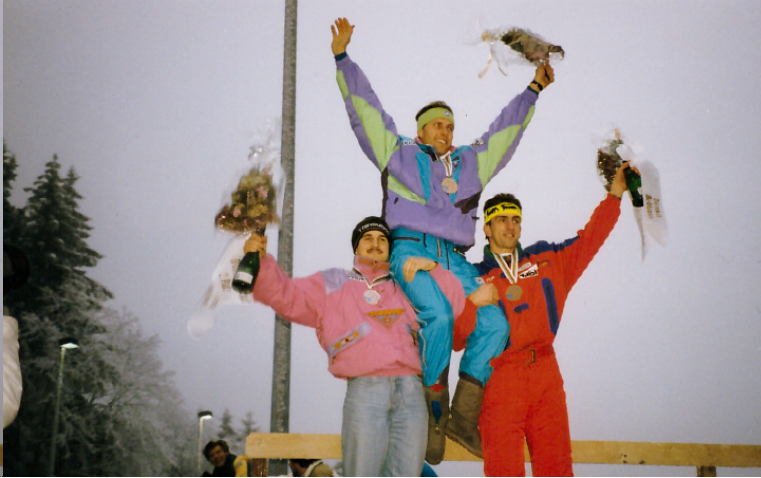
WM Sieg 1991

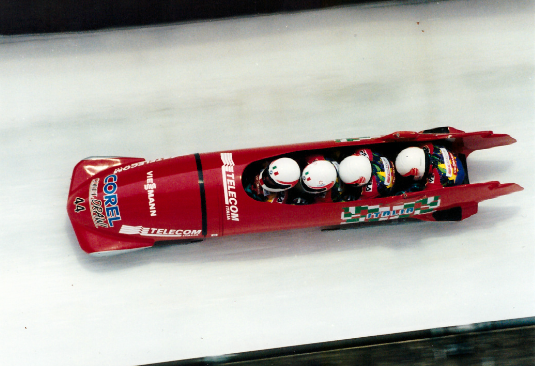
Viererbob im Eiskanal

Arnold Huber wurde als Sohn von Emma Gruber und Emil Huber geboren. Als viertes von sieben Kindern wuchs er im Bergdorf Hörschwang, oberhalb vom Montal, im „Bad Ramwald“ auf. Drei weitere Brüder feierten Erfolge im Rodel- bzw. Bobsport (Norbert Huber, Günther Huber und Wilfried Huber). Gemeinsam gewannen sie zahlreiche Medaillen bei Weltmeisterschaften und Olympiaden.
Mittlerweile haben sich alle Geschwister aus dem aktiven Rennsport zurückgezogen, sind aber noch teilweise als Trainer tätig. Alle vier Brüder waren Teil der Carabinieri-Sportgruppe; so waren die Brüder Arnold und Günther auch nach ihrer Sportlerkarriere aktiv als Carabinieri im Einsatz.
Heute lebt er mit seinen zwei Töchtern Viktoria und Laura und seiner Frau Elisabeth in Montal.

## Werdegang

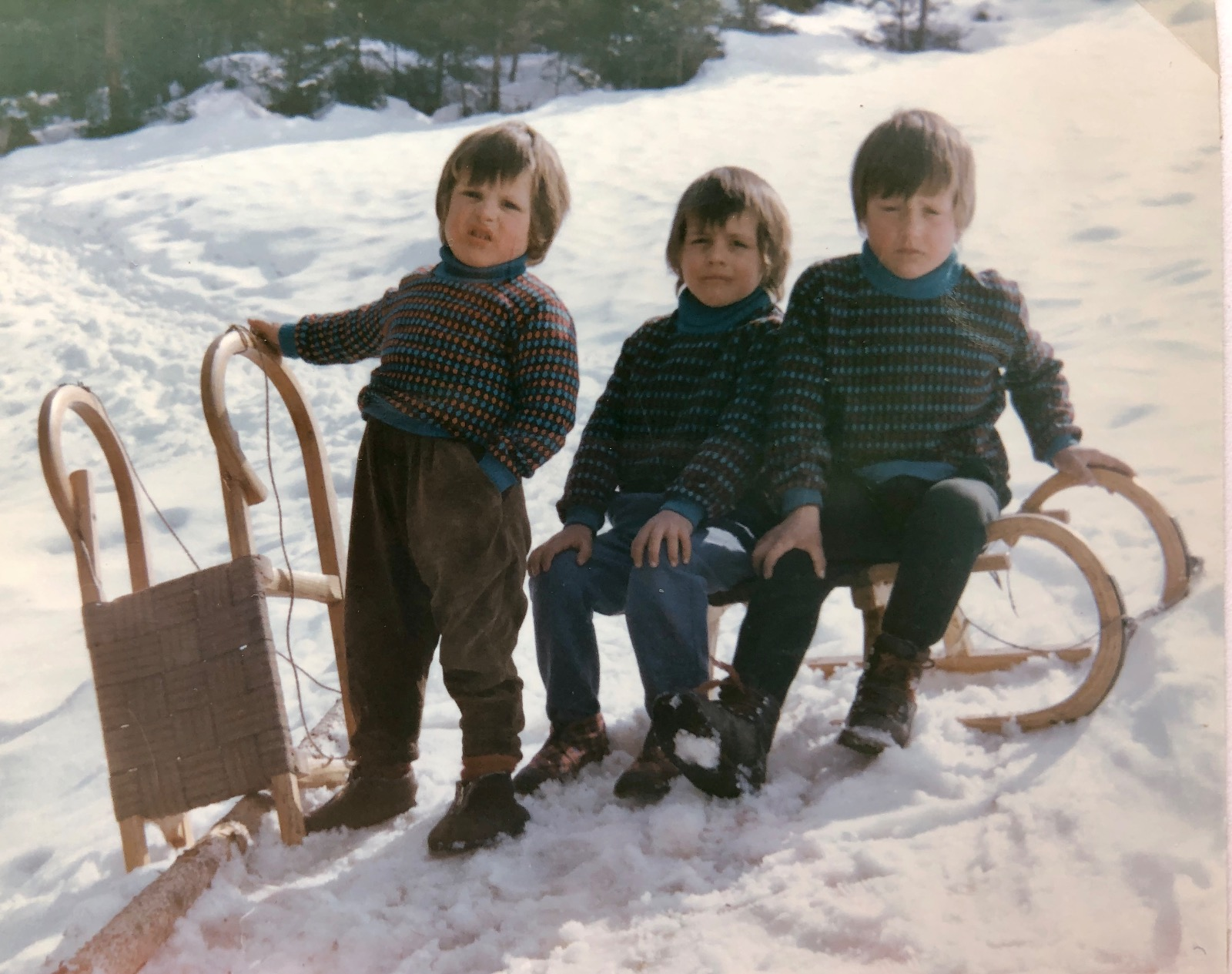
Kinderfoto mit zwei Brüdern (Norbert und Günther)

Mit acht Jahren bestritt Arnold Huber sein erstes Rennen auf der Naturbahn, bei welchem er bereits das erste Rennen in der Jugendklasse für sich entscheiden konnte. Es folgten einige größere Erfolge auf der Naturbahn, bei Italienmeisterschaften, FIS-Rennen, sowie bei den Jugend-Weltspielen „Giochi della gioventù“.
Mit 16 Jahren wechselt Huber, nach Anfrage des Trainers Peter Plaikner, zu seinen Brüdern Norbert und Günther auf die Kunstbahn. Noch selben Jahr qualifizierte er sich für die Junioren-Weltmeisterschaften im Einsitzer in Bludenz (AUT), wo er den neunten Platz belegte. Im Doppelsitzerwettbewerb durfte das Duo H. Moroder mit A. Huber aufgrund von zu großem Verletzungsrisiko nicht teilnehmen. Im selben Jahr verunglückte sein geschätzter Trainer Peter Plaikner mit seiner Frau tödlich bei einem Verkehrsunfall.

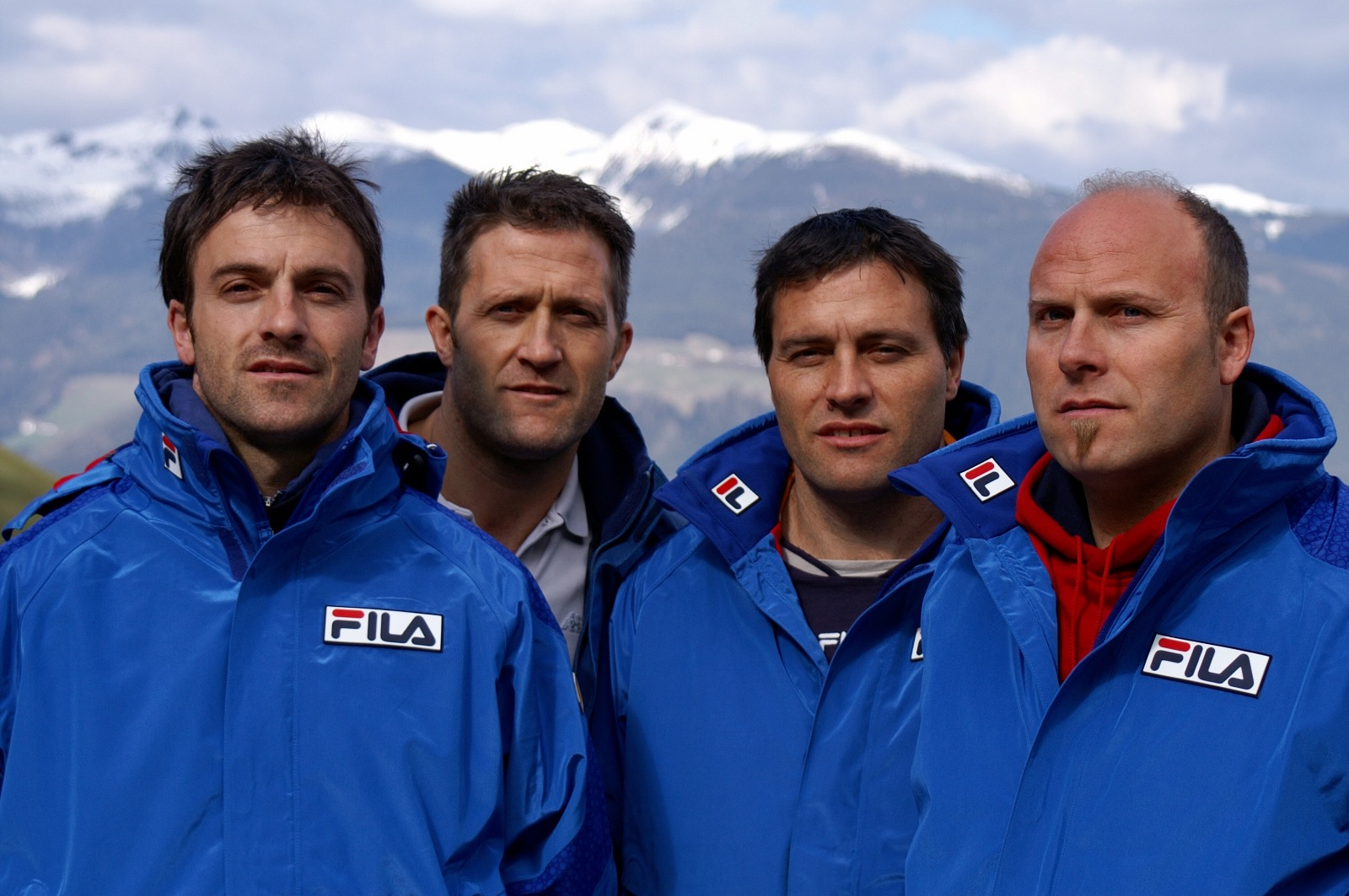
Geschwister Huber (von links nach rechts) Wilfried, Norbert, Günther und Arnold

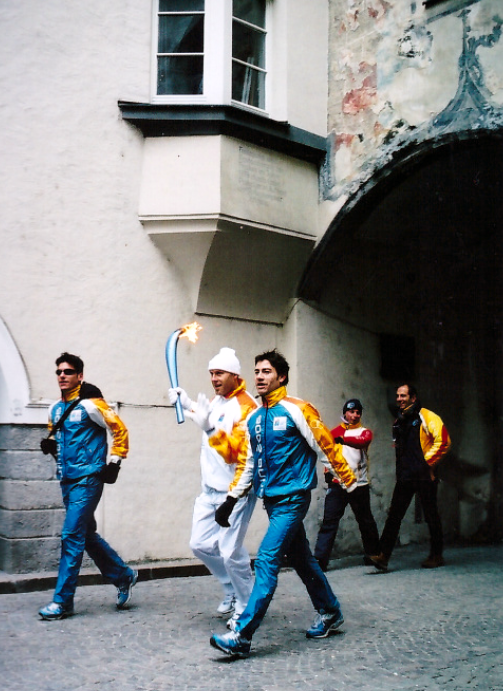
Olympischer Fackellauf Turin 2006 – Brixen Altstadt

In den folgenden Jahren, nach einigen erfolgreichen Rennen, wurde er in die Sportgruppe der Forstwache aufgenommen. Nach Abschluss des vorgeschrieben einjährigen Militärdienstes beim italienischen Heer, wechselte er im Herbst 1987 zur Sportgruppe der Carabinieri, bei welcher er u. a. durch den Gewinn der Bronzemedaille bei der Weltmeisterschaft aufgenommen wurde. 1988 wurde er zur Ausbildung der Carabinieri in der Wintersaison einberufen und konnte deshalb nur zwei Rennen bestreiten. 1990 gewann er u. a. bei der Weltmeisterschaft in Calgary eine Silbermedaille und belegte außerdem einen fünften Platz. Noch in derselben Saison gewann er bei der Europameisterschaft in Innsbruck im Teamwettbewerb eine Bronzemedaille.
Ab 1991 gab es durch wiederholten Trainerwechsel Unstimmigkeiten, wodurch einige Athleten, bei teils wichtigen Rennen, nicht mehr nominiert wurden. Somit konnte er die Olympiade 1992 nicht bestreiten, obwohl er in betreffender Saison sehr wohl Podiumsplätze verzeichnen konnte. Dazu zählen eine Gold- und eine Bronzemedaille bei der Weltmeisterschaft in Winterberg.
Bis zur Grenzöffnung der Deutschen Demokratischen Republik (DDR) bestritt die Mannschaft zahlreiche Wettkämpfe; unter anderem gegen die Athleten der DDR und das vereinte russische Reich, welche zu den erfolgreichsten und stärksten Gegnern jener Zeit zählten. Im Gegensatz zu heute, gab es damals keine Sprintwettkämpfe, und nur einige wenige Mannschaftswettbewerbe.
1995 wechselte er zur Bobmannschaft als Pilot im Zweier- und Viererbob. 1997 zog Huber sich beim Sommertraining eine schwere Knie- und Oberschenkelverletzung zu, weshalb er für die restliche Saison und das Jahr darauf pausieren musste.
Trotz seiner langen Sportlerkarriere von 1984 bis 2002 konnte Huber nur einmal an Olympischen Spielen teilnehmen, wo er 1994 den vierten Platz belegte. Bei Rennrodel-Weltmeisterschaften war er viermal am Start und belegte einen ersten, einen zweiten und zwei dritte Plätze.

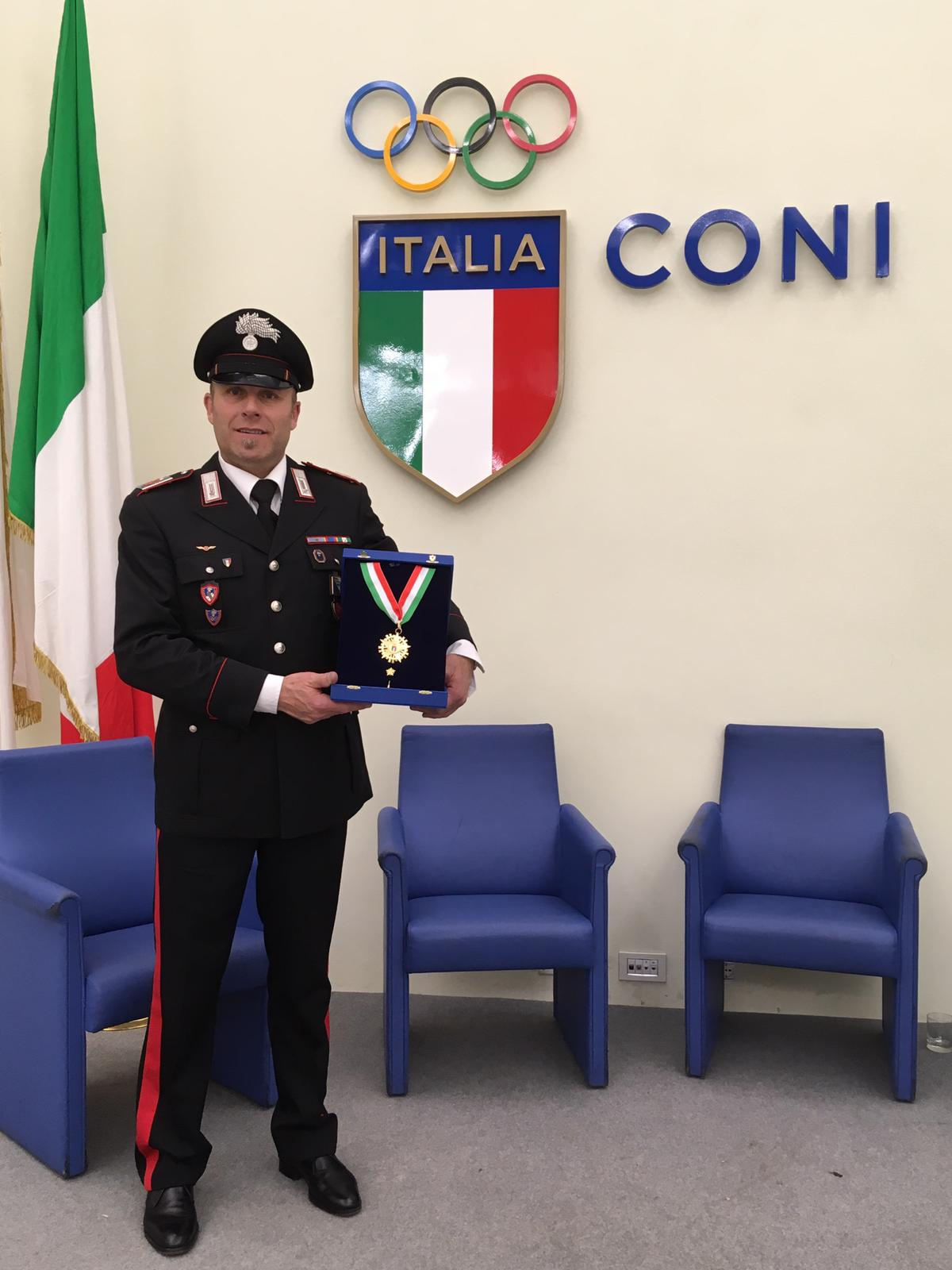
Verleihung des „Collare d’oro“

In den Jahren zwischen 2002 und 2013 trainierte er für die Federazione Italiana Sport Invernali die B-Mannschaft und den Jugendnachwuchs der Kunstbahnrodler. Im Anschluss wurde er mit der Gründung der italienischen Frauen-Nationalmannschaft der Bobfahrerinnen beauftragt, welche er auch trainierte. Teil dieser Mannschaft waren u. a. die Olympiasiegerinnen Antonella Bellutti, Gerda Weißensteiner und Jennifer Isacco. Das Team war über Jahre hinweg erfolgreich.
Zur Ehrung seiner sportlichen Erfolge wurde Arnold Huber im Dezember 2019 in Rom mit dem „Collare d’oro al merito sportivo“, ausgezeichnet.

## Resultate
1984–1985
- 9. Platz Junioren-Weltmeisterschaften in Bludenz (AUT) – Einsitzer
- 5. Platz Worldcup in Oberhof (DDR) – Einsitzer
- 1. Platz International-Cup in Olang (ITA) – Einsitzer
- 7. Platz Worldcup in Lake Placid (USA) – Einsitzer

1985–1986
- 1. Platz Worldcup in Igls (AUT) – Einsitzer
- 1. Platz American-Cup (USA) – Einsitzer
- 2. Platz American-Cup (USA) – Einsitzer
- 2. Platz Worldcup in Oberhof (DDR) – Einsitzer
- 1. Platz Vergleichskampf Olang (ITA) – Einsitzer
- 1. Platz Italienmeisterschaft Olang (ITA) – Einsitzer
- 1. Platz Italienmeisterschaft Olang (ITA) – Doppelsitzer
- 6. Platz Worldcup Igls (AUT) – Doppelsitzer
- 8. Platz Europameisterschaft in Königsee (GER) – Einsitzer

1986–1987
- 3. Platz Weltmeisterschaften in Königssee (GER) – Einsitzer
- 1. Platz beim „Großen Preis“ in Igls (AUT) – Doppelsitzer
- 2. Platz beim „Großen Preis“ in Igls (AUT) – Einsitzer
- 6. Platz „Panorama-Pokal“ in Königsee (GER) – Einsitzer
- 1. Platz Worldcup Lake Placid (USA) – Einsitzer
- 1. Platz Worldcup Lake Placid (USA) – Doppelsitzer
- 1. Platz Italienmeisterschaft in Olang (ITA) – Einsitzer

1987–1988
- 2. Platz Italienmeisterschaft (ITA) – Einsitzer
- 5. Platz Worldcup in Olang (ITA) – Einsitzer

1988–1989
- 1. Platz Skandinavien-Cup (SWE) -Team
- 9. Platz Worldcup in Hammerstrand (SWE) – Einsitzer
- 2. Platz Worldcup in Igls (AUT) – Einsitzer
- 5. Platz Worldcup in Igls (AUT) – Einsitzer
- 2. Platz Worldcup-Dreibahnen-Tournee in Igls (AUT) – EinsitzerStartphase – Zweierbob

1989–1990

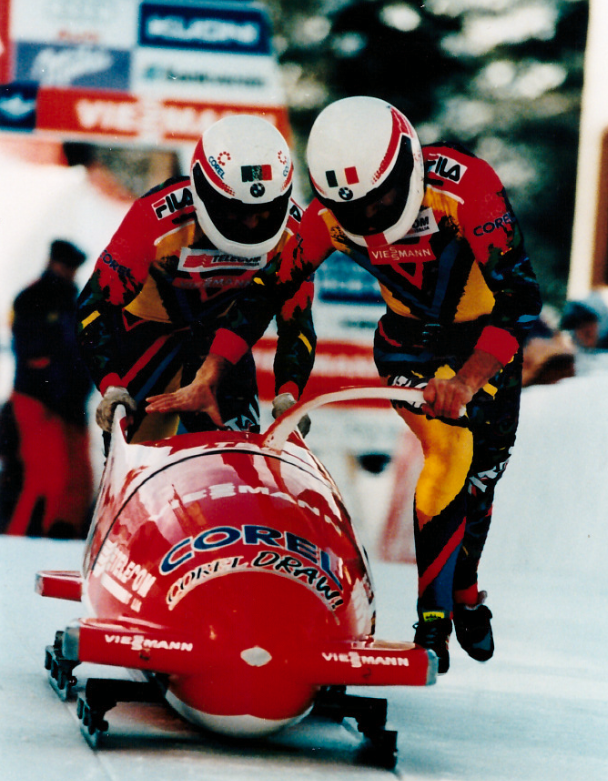
Startphase – Zweierbob

- 2. Platz Weltmeisterschaften in Calgary (CAN) -Team
- 5. Platz Weltmeisterschaft in Calgary (CAN) – Einsitzer
- 3. Platz Europameisterschaft in Igls (AUT) -Team
- 4. Platz Europameisterschaft in Igls (AUT) – Einsitzer
- 1. Platz beim Großen Preis in Innsbruck (AUT) – Einsitzer
- 3. Platz beim Großen Preis in Innsbruck (AUT) – Einsitzer
- 2. Platz Worldcup in Igls (AUT) – Einsitzer
- 3. Platz Worldcup-Dreibahnen-Tournee in Igls (AUT) – Einsitzer
- 3. Platz Worldcup in Sarajewo (JUG) – Einsitzer
- 6. Platz Worldcup in Königsee (GER) – Einsitzer
- 2. Platz Worldcup in Winterberg (GER) – Einsitzer
- 3. Platz Worldcup in St. Moritz (SUI) – Einsitzer
- 2. Platz Italienmeisterschaft in Königsee (GER) – Einsitzer
- 5. Platz Gesamtweltcup – Einsitzer

1990–1991
- 1. Platz Weltmeisterschaft in Winterberg (GER) – Einsitzer
- 3. Platz Weltmeisterschaft in Winterberg (GER) -Team
- 7. Platz Worldcup in Oberhof (GER) – Einsitzer
- 8. Platz Worldcup in Königsee (GER) – Einsitzer
- 3. Platz Worldcup in Sarajewo (JUG) – Einsitzer
- 2. Platz Italienmeisterschaft in Sarajewo (JUG) – Einsitzer
- 3. Platz Worldcup in Winterberg (GER) – Einsitzer
- 3. Platz Worldcup in St. Moritz (SUI) – Einsitzer
- 5. Platz Gesamtworldcup – Einsitzer

1991–1992
- 3. Platz Weltmeisterschaft in Calgary (CAN) -Team
- 5. Platz Weltmeisterschaft in Calgary (CAN) – Einsitzer
- 3. Platz Worldcup in Altenberg (GER) – Einsitzer
- 3. Platz Worldcup in Sigulda (LAT) – Einsitzer
- 8. Platz Worldcup in Sigulda (LAT) – Einsitzer
- 3. Platz Worldcup in Igls (GER) – Einsitzer
- 7. Platz Europameisterschaft in Winterberg (GER) – Einsitzer

1992–1993
- 3. Platz Worldcup in Igls (AUT) – Einsitzer
- 3. Platz Italienmeisterschaft in Igls (AUT) – Einsitzer
- 7. Platz Worldcup in Winterberg (GER) – Einsitzer
- 6. Platz Worldcup in Königsee (GER) – Einsitzer

1993–1994
- 4. Platz Olympische Spiele in Lillehammer (NOR) – Einsitzer
- 3. Platz Worldcup in Sigulda (LAT) – Einsitzer
- 5. Platz Worldcup in Sigulda (LAT) – Einsitzer
- 7. Platz Worldcup in Igls (AUT) – Einsitzer
- 4. Platz „Race of the Champion“ in Winterberg (GER) – Einsitzer
- 2. Platz Italienmeisterschaft in Igls (AUT) – Einsitzer
- 2. Platz Worldcup in Alpenberg (GER) – Einsitzer
- 9. Platz Europameisterschaft in Königsee (GER) – Einsitzer
- 5. Platz Europameisterschaft in Königsee (GER) – Einsitzer

1995–2000 (Wechsel zur Bobmannschaft)
- 9. + 7. Platz Europameisterschaft
- wiederholt 1. + 2. + 3. Plätze beim Europacup
- wiederholt 1. + 2. + 3. Medaillengewinne bei Italienmeisterschaft

2019
- Collare d’oro al merito sportivo (16. Dezember 2019)